# Jan Przewłocki
Jan Przewłocki (ur. 1939, zm. 11 marca 2011) – polski historyk, politolog specjalizujący się w historii najnowszej Polski, współczesnych stosunkach międzynarodowych; profesor nauk humanistycznych, nauczyciel akademicki związany z uczelniami w Katowicach, Opolu i Częstochowie.

## Życiorys
Urodził się w 1939 r. we Francji. Po powrocie jego rodziny do Polski osiadł w Wałbrzychu, gdzie ukończył kolejno szkołę podstawową, a następnie średnią. W 1957 podjął studia historyczne na Uniwersytecie Jagiellońskim w Krakowie, które ukończył magisterium w 1962. Trzy lata później rozpoczął pracę w Śląskim Instytucie Naukowym w Katowicach. W 1968 uzyskał stopień naukowy doktora, a w 1975 roku stopień doktora habilitowanego nauk humanistycznych w zakresie historii. Rok później związał się zawodowo z Uniwersytetem Śląskim w Katowicach, gdzie pełnił funkcję prodziekana w latach 1976–1978, 1984–1990, a następnie dziekana od 1979 do 1981 Wydziału Nauk Społecznych. Przez wiele lat był kierownikiem Zakładu Stosunków Międzynarodowych XX wieku, a następnie Zakładu Najnowszej Historii Politycznej UŚ. Należał do jednych z twórców Instytutu Nauk Społecznych i Dziennikarstwa UŚ.
Współpracował także z Wyższą Szkołą Pedagogiczną w Częstochowie, gdzie od 1993 pełnił funkcję dziekana Wydziału Filologiczno-Historycznego. W 1985 związał się z Wyższą Szkołą Pedagogiczną w Opolu, w której dwa lata później uzyskał tytuł profesora nadzwyczajnego. W 1988 został tam kierownikiem Zakładu Historii Śląska, a funkcję tę pełnił do 1995. W 1990 na jedną kadencję został mianowany dyrektorem Instytutu Historii UO.
Poza wyżej wymienionymi uczelniami wykładał w Katedrze Nauk o Polityce Wydziału Zamiejscowego w Chorzowie Wyższej Szkoły Bankowej w Poznaniu. Był członkiem Komisji Środkowoeuropejska Wydziału II Historyczno-Filozoficznego Polskiej Akademii Umiejętności.
Zmarł w 11 marca 2011. Został pochowany 19 marca 2011 w Parku Pamięci w Rudzie Śląskiej.

## Dorobek naukowy
Jego zainteresowania naukowe koncentrowały się wokół tematyki związanej z historią najnowszą Polski, historią Górnego Śląska oraz współczesnymi stosunkami międzynarodowymi. Do jego najważniejszych publikacji naukowych należą m.in.:
- Stosunek mocarstw zachodnioeuropejskich do problemów Górnego Śląska w latach 1918–1939, Warszawa 1978.
- Rola powstań śląskich w procesie kształtowania zachodniej granicy II Rzeczypospolitej, Opole 1992.